# Tempestade tropical Nalgae (2022)
A tempestade tropical sever Nalgae, conhecida nas Filipinas como tempestade tropical severa Paeng, foi um ciclone tropical muito grande e mortífero que causou estragos em todas as Filipinas e que mais tarde afectou Hong Kong e Macau. A 22ª tempestade tropical nomeada da temporada de tufões no Pacífico de 2022, Nalgae teve origem num invest localizado a leste das Filipinas a 26 de outubro. A perturbação, inicialmente designada por 93W, acabou por ser elevada no dia seguinte a uma depressão tropical pelo Joint Typhoon Warning Center (JTWC) e re-designada como 26W. A Agência Meteorológica do Japão (JMA), contudo, já tinha considerado a perturbação como uma depressão tropical um dia antes da JTWC; A Administração dos Serviços Atmosféricos, Geofísicos e Astronómicos das Filipinas (PAGASA) também seguiu a liderança da JMA e deu-lhe o nome de Paeng. Nesse mesmo dia, foi novamente actualizado pela JMA para o estatuto de tempestade tropical, ganhando assim o nome de Nalgae.

## História da tormenta
Em 26 de outubro de 2022, o Joint Typhoon Warning Center (JTWC) informou em seu boletim TCFA que uma área de baixa pressão perto das Filipinas foi capaz de se desenvolver devido às águas quentes e ao baixo cisalhamento do vento. A agência a designou como Invest 93W. A Agência Meteorológica do Japão (JMA) e a Administração de Serviços Atmosféricos, Geofísicos e Astronômicos das Filipinas ( PAGASA ), no entanto, foram além e já classificaram a perturbação como uma depressão tropical, com esta última atribuindo o nome de Paeng ao sistema. O JTWC só atualizaria o sistema para uma depressão tropical um dia depois, às 00:00 UTC de 27 de outubro, e recebeu a designação 26W. Ao mesmo tempo, a JMA atualizou o ciclone para uma tempestade tropical e foi nomeado Nalgae. No dia seguinte, o PAGASA e o JTWC atualizaram Nalgae para um status de tempestade tropical severa em 28 de outubro. No início do dia seguinte (hora local), Nalgae fez seu primeiro desembarque em Virac, Catanduanes, que foi rapidamente seguido por outro desembarque trinta minutos depois em Caramoan, Camarines Sur. Em seguida, atravessou a região de Bicol e emergiu no Golfo de Ragay, eventualmente fazendo landfall em Buenavista, Quezon; a tempestade manteve sua força durante este período. Desafiando as previsões iniciais, Nalgae então moveu-se para o sudoeste e atingiu Mogpog na província insular de Marinduque. Depois, a tempestade moveu-se para noroeste no mar de Sibuyan e atingiu Sariaya, outro município da província de Quezon; mais tarde passou por Laguna, Rizal, Metro Manila e Bulacan durante a noite de 29 de outubro. Nalgae emergiu sobre o Mar das Filipinas Ocidental no dia seguinte e enfraqueceu abaixo do status de tempestade tropical. A tempestade mais tarde se intensificaria em uma severa tempestade tropical algumas horas depois e, eventualmente, saiu da Área de Responsabilidade das Filipinas um dia depois. Após a sua saída da jurisdição filipina, Nalgae então se intensificou em um tufão de categoria 1, segundo o JTWC; no entanto, a JMA manteve sua classificação de tempestade tropical severa para o sistema. Em seguida, aproximou-se do Delta do Rio das Pérolas, levando as autoridades em Hong Kong e Macau a levantar o sinal nº 8 – o primeiro por 17 horas – de 1 a 2 de novembro.

## Preparativos e estragos causados por Paeng

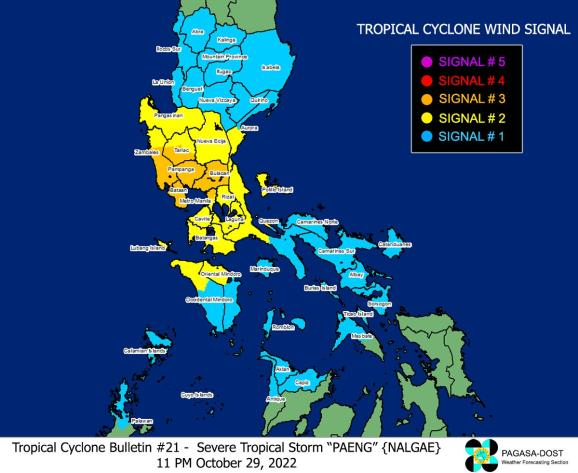
TCWS emitido para Nalgae ou Paeng pela PAGASA

### Filipinas
Devido à ameaça de Paeng, a PAGASA emitiu avisos do Sinal 1 para a região de Bicol e Visayas orientais . Mais tarde, ela atualizaria os avisos para a região de Bicol e Visayas orientais para avisos do Sinal 2, e também adicionou avisos do Sinal 1 para Caraga, Visayas Centrais, Mimaropa e Calabarzon. Pelo menos 45 pessoas morreram devido a inundações e deslizamentos de terra em Mindanao, todos ocorridos um dia antes da tempestade atingir a terra firme. Inicialmente, 72 pessoas foram relatadas como mortas, mas o número de mortos foi revisado pelo Conselho Nacional de Redução e Gestão de Riscos de Desastres (NDRRMC) devido à contagem errônea por parte de autoridades locais; no entanto, o número de mortos aumentaria para 112 em 1º de novembro, à medida que mais corpos fossem recuperados. Mais de uma centena de voos foram cancelados nas Filipinas nos dias 28 e 29 de outubro, a maioria dos quais indo e vindo do Aeroporto Internacional Ninoy Aquino. A tempestade também atrasou a remoção dos destroços do voo 631 da Korean Air depois que ele invadiu a pista do Aeroporto Internacional de Mactan-Cebu. Depois que Nalgae foi atualizado para uma tempestade tropical severa, a PAGASA colocou avisos do Sinal de Vento de Ciclone Tropical Número 3 em várias áreas do sul de Luzon, incluindo a região metropolitana de Manila.
O Instituto Filipino de Vulcanologia e Sismologia (PHIVOLCS) mais tarde alertou sobre lahar do vulcão Mayon em Bicol durante a tempestade tropical.
Várias companhias aéreas com sede nas Filipinas anunciaram que seus 124 voos domésticos e internacionais foram cancelados, como medida de precaução contra os efeitos da severa tempestade tropical.
A Guarda Costeira das Filipinas (PCG) anunciou que as viagens marítimas foram suspensas nas regiões de Bicol, Calabarzon e Eastern Visayas.
Em 29 de outubro, a Philippine Basketball Association (PBA), a University Athletic Association of the Philippines (UAAP), a Premier Volleyball League (PVL), a Shakey's Super League (SSL) e a National Collegiate Athletic Association (NCAA) anunciaram que adiaria seus eventos esportivos e jogos programados para 29 e 30 de outubro como medida de precaução. A PAGASA emitiu seus últimos boletins quando Nalgae saiu da Área de Responsabilidade das Filipinas (PAR). Após sua saída, teve um número de mortos de 156 vítimas, com 37 desaparecidos.

### Hong Kong (China)
À medida que a tempestade tropical Nalgae se aproximava de Hong Kong, o Observatório de Hong Kong emitiu seu terceiro maior alerta de vento forte (Sinal nº 8) em 3 de novembro. Esta é a primeira vez que o sinal de alerta foi elevado a este nível em novembro em 50 anos. A tempestade veio enquanto a cidade sediava uma reunião financeira de altos executivos de Wall Street; no entanto, apesar do referido aviso e impacto iminente, os organizadores do evento anunciaram que continuaria conforme planejado. Todos os sinais de alerta foram levantados em 4 de novembro.

### Macau
O Serviço Meteorológico e Geofísico de Macau também deu o Sinal n.º 8 em resposta à tempestade tropical Nalgae. Esta é a primeira vez que a agência eleva o sinal de alerta a esse nível em novembro em 50 anos. Foi declarado estado de prontidão imediata em Macau e preparado o Centro de Operações da Protecção Civil.

## Impacto
| Região    | Mortes   | Mortes     | Desaparecidos | Ref.                |
| Região    | Relatado | Confirmado | Desaparecidos | Ref.                |
| --------- | -------- | ---------- | ------------- | ------------------- |
| Filipinas | 154      | 101        | 35            | [ 1 ] [ 33 ] [ 34 ] |
| Total     | 154      | 101        | 35            |                     |

### Filipinas
Em 6 de novembro, 156 pessoas foram dadas como mortas, com outras 141 feridas e 37 pessoas continuam desaparecidas. Os danos à infraestrutura são estimados em PHP 4,17 bilhões (O equivalente a USD 71,5 milhões), enquanto para a agricultura, a estimativa de danos é atualmente de PHP 113,51 milhões. (O equivalente a USD 2 milhões) Em 2 de novembro de 2022, o presidente Bongbong Marcos declarou estado de calamidade sobre Calabarção, Bicol, Visayas ocidentais e as regiões de Bangsamoro através do decreto presidencial nº 84.

#### Inundações e deslizamentos em Mindanao-Visayas

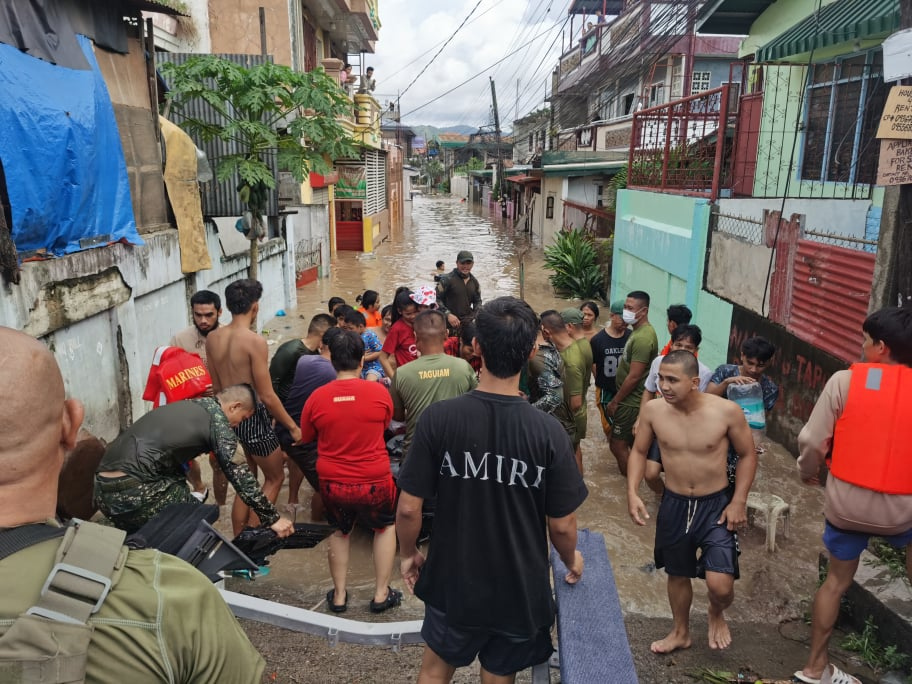
Operação de resgate de enchentes na cidade de Zamboanga

Na ilha de Mindanau, pelo menos 68 pessoas morreram devido a inundações contínuas e deslizamentos de terra que foram parcialmente causados por Nalgae. 14 indivíduos também foram confirmados como desaparecidos; 11 da província de Maguindanao e 3 da região de Soccsksargen. As inundações ocorreram no momento em que Nalgae se aproximava da ilha de Samar . Apesar das inundações e chuva moderada, nenhum sinal de vento foi dado a Bangsamoro . A chuva moderada ainda deve continuar na região até que Nalgae se mova mais ao norte em Luzon. Na região arquepelágica de Visayas, a chuva de Nalgae também causou inundações na região. Toda a região de Western Visayas foi configurada para o mais alto nível de resposta de emergência devido ao aumento das inundações, que já causou 4 vítimas na província de Aklan. Em 4 de novembro, 36 mortes foram registradas em Visayas Ocidentais. A maioria das mortes foram mortas em enchentes e deslizamentos de terra. Antique ainda tem o maior número de vítimas com 13, seguido pelas províncias de Capiz e Iloilo com um total de oito. Visayas centrais também sofreram inundações leves e vários deslizamentos de terra, principalmente ao redor da província de Cebu. Em Busay, Cebu City, seis casas foram destruídas por um deslizamento de terra; no entanto, nenhuma vítima foi relatada como os ocupantes evacuados antes do deslizamento de terra.
Devido ao alto número de mortos, o presidente filipino, Bongbong Marcos, criticou as autoridades locais por não forçarem os moradores a evacuar imediatamente a população de áreas de risco antes da passagem de Nalgae no país.

### Hong Kong e Macau
Nenhuma vítima foi relatada em Hong Kong, embora uma mulher tenha ficado ferida e hospitalizada. Nenhum incidente foi relatado em Macau.